# Cultura Shamarkiana
A cultura Shamarkiana desenvolveu-se na Núbia nos últimos momentos do epipaleolítico tendo, após sua dissolução, surgido na região importantes avanços: maior sedentarismo, primeiros exemplos de cerâmica e possível surgimento da pecuária e, até certo ponto, da agricultura. A indústria lítica era baseada em microlâminas, lamelas de sílex; sua subsistência baseava-se principalmente na exploração de recursos aquáticos (peixes e moluscos).